# محمد الحسان
محمد الحسان (19 أغسطس 1963 - ) دبلوماسي عُماني، عمل 30 سنة في الدبلوماسية الوقائية، عَيّنته سلطنة عمان ممثلاً لها في الأمم المتحدة سنة 2019، وفي 15 تموز/يوليو سنة 2024 أعلن الأمين العام للأمم المتحدة تعيين محمد الحسان مُمثلاً خاصا جديدا له في العراق ورئيسا لبعثة الأمم المتحدة لمساعدة العراق، خلَفاً لممثلة الأمم المتحدة بالعراق جينين هينيس بلاسخارت.

## دراسته
- 1- بكلوريوس في العلوم السياسية من جامعة واشنطن في ولاية سياتل الأمريكية.
- 2- ماجستير في العلاقات الدولية من جامعة سان جون في نيويورك
- 3- دكتوراة في الاقتصاد من جامعة ولاية موسكو للاقتصاد والإحصاء في روسيا

## أسرته
وُلد في صلالة، متزوج وله ابنتان.

## مناصبه
- 1- سفير فوق العادة ومفوض عُمان لدى الاتحاد الروسي.
- 2- سفير غير مقيم لدى بيلاروسيا وأوكرانيا وأرمينيا ومولدوفا.
- 3- ممثل سلطنة عمان لدى الأمم المتحدة منذ 12 أغسطس/آب سنة 2019 إلى .
- 4- ممثل الأمم المتحدة ورئيس لبعثة الأمم المتحدة لمساعدة العراق.